# モナ・グルート
モナ・グルート（Mona Grudt Bittrick、1971年4月6日 - ）は、ノルウェーの女優。1990年、第39回ミス・ユニバース世界大会（ミス・ユニバース1990）で優勝。ノルウェー代表として初。

## 経歴
1971年4月6日、母Margitと父Svein Arne Grudtの娘としてヌール・トロンデラーグ県スチェールダル・コムーネ・ヘル村（Hell）に生まれる。ヘル村には住んだことがないとする資料もある。
幼少期の夢は警察官または理学療法士だったが、1990年、ミス・ユニバース関連の報道では小児科の看護師志望となっている。ミスユニバース決勝の間、beauty queen from Hell（地獄から来た美の女王）と呼ばれた。なお、hellはノルウェー語で「反映、成功、幸運」という意味である。
ボブ・ホープのUSOツアーに同行した最後のミス・ユニバースである。

### その後
1994年、ミス・ユニバース審査員
1996年 - 2014年、ウエディング雑誌の編集長
2008年、Dancing with the Starsのノルウェー版、Skal vi danseで準優勝。

## フィルモグラフィ

### 女優として
- 1990年10月11日: Santa Barbara Episode #1.1566 (as Mona the waitress)
- 1991年3月23日: Star Trek: The Next Generation, Season 4  Episode 18 "Identity Crisis" (as Ensign Graham)[12]

### 本人
- 1990年4月24日: Late Night with David Letterman
- 1990年5月19日: Bob Hope's USO Road to the Berlin Wall and Moscow (1990)
- 1991年5月17日: Miss Universe Pageant (1991) - 司会者
- 1992年: Fullt hus - 司会者
- 1994年: Miss Universe Pageant (1994) - 審査員
- 2007年9月22日: Skal vi danse, Season 3 Episode 1 - 参加者（準優勝）
- 2014年: Top Model Norge - 審査委員長[13]

（特に断らない限り出典:）

## 私生活とゴシップ
1995年、Lasse Berreと結婚。一人の男の子を儲ける。1999年、離婚。2005年、Brody Bittrickと再婚。二人の女の子を儲ける。2012年1月、離婚。
ロック歌手のブルース・スプリングスティーンと女優のメリル・ストリープのファンである